# Stele von Mazzè

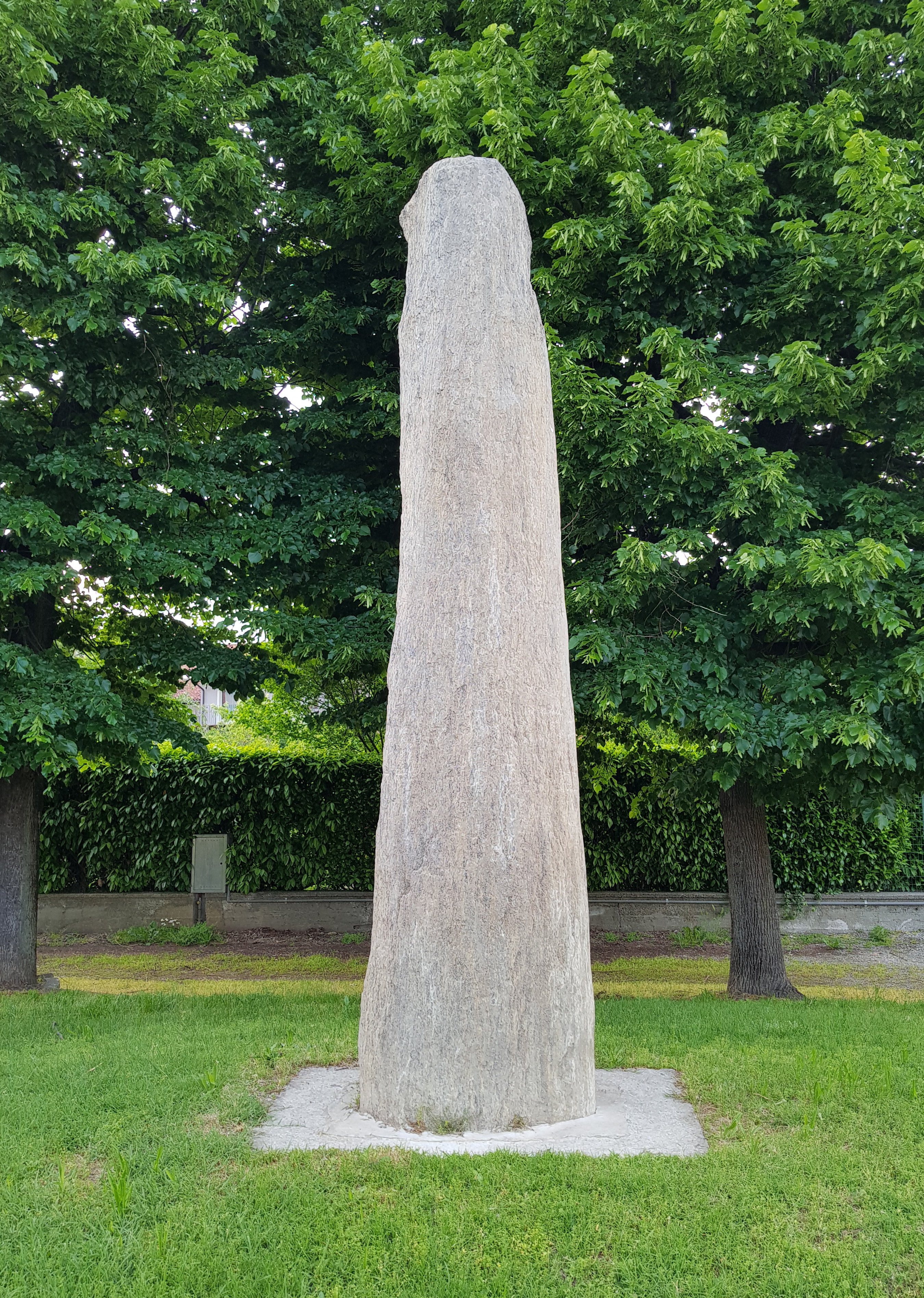
Stele von Mazzè

Die Stele von Mazzè (auch Menhir von Mazzè genannt) ist ein glimmerartiger Gneisblock, der wahrscheinlich von einem großen Felsblock gelöst wurde. Sie steht in Mazzè, nordöstlich von Turin in der Region Piemont in Italien. 
Die 1988 gefundene runde Stele ist hoch 4,2 m und hat an der Basis einen Umfang von etwa 2,0 und nahe der Spitze von 1,0 Meter. Auf der Oberfläche sind lange, etwa 15 cm breite, 3,0 cm tiefe Furchen. 
Die von Archäologen gesammelten Belege definieren den Monolith als Stele der frühen Eisenzeit (6. Jahrhundert v. Chr.). Es wird vermutet, dass der ursprüngliche Standort des Steins nicht dem Entdeckungsort entspricht und der Stein zweifellos im Jahre 1921 beim Bau des Stausees von Mazzè verwendet wurde.
Interessant sind die Ähnlichkeit mit den piemontesischen Stelen von Chivasso (4,0 m hoch) und Lugnacco (3,85 m hoch) und das Vorhandensein kleiner Schälchen. Eine ähnliche Stele ist die Stele der Golasecca-Kultur von Castelletto sopra Ticino, in die Waffen graviert sind. Sie kann zwischen dem 7. und frühen 6. Jahrhundert datiert werden.